# Phyllis Newman
Pour les articles homonymes, voir Newman.
Phyllis Newman, née le 19 mars 1933 à Jersey City (New Jersey) et morte le 15 septembre 2019 à New York (État de New York), est une actrice et chanteuse américaine.

## Biographie
Active au théâtre dans des comédies musicales et des pièces, Phyllis Newman débute à Broadway (New York) dans la comédie musicale Wish You Were Here (en) sur une musique d'Harold Rome (1952-1953, avec Larry Blyden et Jack Cassidy). Là, suit une autre comédie musicale, Bells Are Ringing sur une musique de Jule Styne (1956-1959), dont elle intègre la production en doublure de Judy Holliday.
Les lyrics et le livret de Bells Are Ringing sont de Betty Comden et Adolph Green ; en 1960, elle épouse ce dernier, dont elle reste veuve à son décès en 2002. À Broadway, suivent encore trois comédies musicales auxquelles son mari collabore, Subways Are for Sleeping (en) toujours sur une musique de Jule Styne (1961-1962, avec Sydney Chaplin et Carol Lawrence), On the Town sur une musique de Leonard Bernstein (reprise en 1971-1972, avec Marilyn Cooper et Bernadette Peters), et enfin The Madwoman of Central Park West (en), un one-woman-show d'auteurs divers ayant pour vedette Phyllis Newman, dont elle est en outre librettiste aux côtés d'Arthur Laurents.
Toujours à Broadway, mentionnons également les pièces Les Oiseaux de lune de Marcel Aymé (1959, avec Joseph Buloff et Mark Rydell), Le Prisonnier de la seconde avenue (1972-1973, avec Hector Elizondo) et enfin Broadway Bound (en) (dernière prestation à Broadway, 1986-1987, avec Jason Alexander et Jonathan Silverman), toutes deux de Neil Simon.
Elle joue aussi Off-Broadway dans une comédie musicale en 1978, puis trois pièces entre 1995 et 1999, la dernière étant Les Monologues du vagin d'Eve Ensler.
Durant sa carrière au théâtre, elle gagne deux Tony Awards, le premier en 1962 (pour la comédie musicale Subways Are for Sleeping précitée) ; le second est le premier prix spécial Isabelle Stevenson Award décerné en 2009 (voir détails ci-dessous).
Au cinéma, Phyllis Newman contribue à seize longs métrages films américains, depuis Picnic de Joshua Logan (1955, avec William Holden et Kim Novak) jusqu'à La Couleur du mensonge de Robert Benton (2003, avec Anthony Hopkins et Nicole Kidman). Ultime rôle au grand écran, suit un court métrage sorti en 2005.
Parmi ses autres films, citons Bye Bye Braverman de Sidney Lumet (1968, avec George Segal et Jack Warden), Only You de Norman Jewison (1994, avec Marisa Tomei et Robert Downey Jr.) et Sonia Horowitz, l'insoumise de Boaz Yakin (1998, avec Renée Zellweger et Christopher Eccleston).
À la télévision américaine, elle apparaît souvent comme elle-même à partir de 1959, les deux dernières fois dans des documentaires autour de Broadway diffusés respectivement en 2013 et 2017. S'ajoutent vingt-quatre séries à partir de 1955, dont Les Mystères de l'Ouest (un épisode, 1966), Génération Pub (trois épisodes, 1989-1990), Tribunal central (quinze épisodes, 2001-2002) et enfin The Jury (sa dernière série, un épisode, 2004).
Phyllis Newman est l'auteur d'une autobiographie publiée en 1988 sous le titre Just on Time – Notes from My Life ; elle meurt en septembre 2019, à 86 ans.

## Théâtre (sélection)

### Broadway

#### Comédies musicales
- 1952-1953 : Wish You Were Here (en), musique et lyrics d'Harold Rome, livret d'Arthur Kober et Joshua Logan, décors et lumières de Jo Mielziner, chorégraphie et mise en scène de Joshua Logan : Sarah / Fay Fromkin (doublure)
- 1956-1959 : Bells Are Ringing, musique de Jule Styne (orchestrée par Robert Russell Bennett), lyrics et livret de Betty Comden et Adolph Green, chorégraphie de Bob Fosse et Jerome Robbins, décors et costumes de Raoul Pène Du Bois, mise en scène de Jerome Robbins : Ella Peterson (doublure)
- 1959 : First Impressions, musique et lyrics de George Weiss, Bo Goldman et Glenn Paxton, livret d'Abe Burrows, d'après le roman Orgueil et Préjugés (Pride and Prejudice) de Jane Austen : Jane Bennet
- 1961-1962 : Subways Are for Sleeping (en), musique de Jule Styne, lyrics et livret de Betty Comden et Adolph Green, chorégraphie de Michael Kidd et Marc Breaux, mise en scène de Michael Kidd : Martha Veil
- 1966-1967 : The Apple Tree (en), musique de Jerry Bock, lyrics de Sheldon Harnick, livret de Jerry Bock, Sheldon Harnick et Jerome Coopersmith, mise en scène de Mike Nichols : Eve (1re partie) / Princesse Barbára (2e partie) / Ella and Passionella (3e partie) (doublure puis remplacement)
- 1971-1972 : On the Town, musique de Leonard Bernstein, lyrics et livret de Betty Comden et Adolph Green (reprise) : Claire DeLoone[1]
- 1979 : The Madwoman of Central Park West (en), one-woman-show, musique et lyrics de divers auteurs, dont Leonard Bernstein et Adolph Green, livret d'Arthur Laurents et Phyllis Newman, costumes de Theoni V. Aldredge, mise en scène d'Arthur Laurents : elle-même

#### Pièces
- 1959 : Les Oiseaux de lune (Moonbirds) de Marcel Aymé, adaptation de John Pauker : Sylvie
- 1972-1973 : Le Prisonnier de la seconde avenue ou Comédie privée (The Prisoner of Second Avenue) de Neil Simon, mise en scène de Mike Nichols : Edna Edison[2] (remplacement)
- 1984 : Awake and Sing! (en) de Clifford Odets : Bessie Berger (doublure)
- 1986-1987 : Broadway Bound (en) de Neil Simon, mise en scène de Gene Saks : Blanche

### Off-Broadway
(pièces, sauf mention contraire)
- 1978 : I'm Getting My Act Together and Taking It on the Road (en), comédie musicale, musique de Nancy Ford, lyrics et livret de Gretchen Cryer : Heather (remplacement)
- 1995 : The Food Chain de Nicky Silver : Bea
- 1999 : The Moment When de James Lapine, mise en scène de Michael Lindsay-Hogg : Paula
- 1999 : Les Monologues du vagin (The Vagina Monologues) d'Eve Ensler (remplacement)

## Filmographie partielle

### Cinéma
- 1955 : Picnic de Joshua Logan : Juanita Badger
- 1956 : Le Roi des vagabonds (The Vagabond King) de Michael Curtiz : Lulu
- 1968 : Bye Bye Braverman de Sidney Lumet : Myra Mandelbaum
- 1972 : Trouver un homme (To Find a Man) de Buzz Kulik : Betty McCarthy
- 1987 : Mannequin (titre original) de Michael Gottlieb (en) : la mère d'Emmy
- 1994 : Only You de Norman Jewison : la mère de Faith
- 1998 : Sonia Horowitz, l'insoumise (A Price Above Rubies) de Boaz Yakin : Mme Gelbart
- 1998 : A Fish in the Bathtub de Joan Micklin Silver
- 2000 : Fou d'elle ou Coup de foudre au Plazza (It Had to Be You) de Steven Feder : Judith Penn
- 2003 : La Couleur du mensonge (The Human Stain) de Robert Benton : Iris Silk

### Télévision
(séries)
- 1965 : Des agents très spéciaux (The Man from U.N.C.L.E.), saison 2, épisode 7 Le Désert d'Arabie (The Arabian Affair) : Sophie
- 1965 : L'Homme à la Rolls (Burke's Law), saison 3, épisode 15 A Very Important Russian Is Missing de Virgil W. Vogel : Camarade Alexia Salov
- 1966 : Les Mystères de l'Ouest (The Wild Wild West), saison 2, épisode 3 La Nuit d'un monde nouveau (The Night of the Raven) d'Irving J. Moore : Princesse Wanakee
- 1976 : Quincy (Quincy, M.E.), saison 1, épisode 2 Who's Who in Neverland de Steven Hilliard Stern : Mme Ellis
- 1986 : Equalizer, saison 1, épisode 19 Le Point limite (Breakpoint) de Russ Mayberry : Gwen Hunter
- 1987 : On ne vit qu'une fois (One Life to Live), feuilleton, épisodes non spécifiés : Renée Divine Buchanan
- 1989-1990 : Génération Pub ou Nos plus belles années (Thirtysomething)
  - Saison 2, épisode 15 Be a Good Girl (1989) : Elaine Steadman
  - Saison 3, épisode 15 Fathers and Lovers (1990) de Peter O'Fallon : Elaine Steadman
  - Saison 4, épisode 7 Photo Opportunity (1990) : Elaine Steadman
- 1991 : Arabesque (Murder, She Wrote), saison 7, épisode 15 Contrôle fiscal (The Taxman Cometh) d'Anthony Pullen Shaw : Edna Hayes
- 2001-2002 : Tribunal central (100 Center Street), saisons 1 et 2, 15 épisodes : Sarah Rifkind
- 2004 : The Jury, saison unique, épisode 3 Épouse par correspondance (Mail Order Mystery) de Jean de Segonzac : Mme Sewruck

## Récompenses et distinctions

### Nominations
- Deux nominations aux Drama Desk Awards :
  - En 1978, de la meilleure actrice dans une comédie musicale, pour My Mother Was a Fortune Teller ;
  - Et en 2000, du meilleur second rôle féminin dans une pièce, pour The Moment When.
- 1987 : Nomination au Tony Award du meilleur second rôle féminin dans une pièce, pour Broadway Bound (en).

### Récompenses
- Deux Tony Awards gagnés :
  - En 1962, du meilleur second rôle féminin dans une comédie musicale, pour Subways Are for Sleeping (en) ;
  - Et en 2009, prix spécial Isabelle Stevenson Award.